# Хаві Серрано
Хаві Серрано (ісп. Javi Serrano, нар. 16 січня 2003, Мадрид) — іспанський футболіст, півзахисник клубу «Атлетіко». Виступав також за низку іспанських і закордонних клубів. Володар Кубка Австрії та Чемпіон Австрії. 

## Клубна кар'єра
Хаві Серрано народився 2003 року в Мадриді, та є вихованцем футбольної школи місцевого клубу «Атлетіко». У 2021 році Серрано розпочав грати в першій команді клубу «Атлетіко»]], проте до основного складу команди не пробився, і в 2022 році керівництво клубу віддало футболіста в оренду, спочатку до клубу «Мірандес», а пізніше до клубу «Ібіса». У 2023—2024 роках півзахисник грав у оренді в австрійському клубі «Штурм» (Грац), у складі якого став володарем Кубка Австрії та чемпіоном Австрії. У 2024  році Серрано повернувся до клубу «Атлетіко».

## Виступи за збірні
У 2019 році Хаві Серрано дебютував у складі юнацької збірної Іспанії, загалом на юнацькому рівні взяв участь у 20 іграх.

## Титули і досягнення
- Володар Кубка Австрії (1):

«Штурм» (Грац): 2023–2024
- Чемпіон Австрії (1):

«Штурм» (Грац): 2023–2024